# دان باور
دان باور (بالإنجليزية: Dan Power)‏ هو لاعب اتحاد الرغبي أمريكي، ولد في 6 يناير 1983 في بريزبان في أستراليا.